# AFL - Division III 2024
La AFL Division III 2024 è la 13ª edizione del campionato di football americano di quarto livello, organizzato dalla AFBÖ.

## Squadre partecipanti
| Club                 | Città             | Stadio | Sponsor ufficiale | Risultato nella stagione 2023 |
| -------------------- | ----------------- | ------ | ----------------- | ----------------------------- |
| AFC Grizzlies        | Stockerau         |        |                   |                               |
| Black Valley Wild    | Payerbach         |        |                   |                               |
| Goldwörth Raccoons   | Goldwörth         |        |                   |                               |
| Mostviertel Bastards | Ybbs an der Donau |        | [bm:wansch]       |                               |
| Pannonia Eagles      | Baumgarten        |        |                   |                               |
| Predators Steyr      | Steyr             |        |                   |                               |
| Styrian Hurricanes   | Stallhofen        |        | Peicher - US cars |                               |
| Tirol Raiders 2      | Innsbruck         |        |                   |                               |

## Stagione regolare

### Calendario

#### 1ª giornata
| Innsbruck 30 marzo 2024, ore 12:00 | Tirol Raiders 2 | 35 – 0 (a tavolino) referto | Styrian Hurricanes | Football Bundes Leistungs Zentrum |

| Gloggnitz 30 marzo 2024, ore 14:00 | Black Valley Wild | 29 – 23 (7-17 0-0 14-0 8-6) referto | Mostviertel Bastards | ASK Payerbach-Schlöglmühl |

| Baumgarten 30 marzo 2024, ore 15:00 | Pannonia Eagles | 6 – 0 (6-0 0-0 0-0 0-0) referto | Predators Steyr | Franz Kovacsich Platz |

| Stockerau 30 marzo 2024, ore 15:30 | AFC Grizzlies | 38 – 7 (7-0 14-7 7-0 10-0) referto | Goldwörth Raccoons | Stadion Alte Au |

#### 2ª giornata
| Voitsberg 13 aprile 2024, ore 15:00 | Styrian Hurricanes | 0 – 43 (0-14 0-13 0-13 0-3) referto | Black Valley Wild | Sparkassen Arena Voitsberg |

| Sarling 14 aprile 2024, ore 14:00 | Mostviertel Bastards | 7 – 19 (7-0 0-0 0-7 0-12) referto | AFC Grizzlies | Danube-Field |

| Goldwörth 14 aprile 2024, ore 14:00 | Goldwörth Raccoons | 6 – 13 (0-7 0-6 6-0 0-0) referto | Pannonia Eagles | Fußballplatz SV Goldwörth |

| Innsbruck 14 aprile 2024, ore 15:00 | Tirol Raiders 2 | 27 – 6 (6-0 0-0 6-6 15-0) referto | Predators Steyr | Football Bundes Leistungs Zentrum |

#### 3ª giornata
| Steyr 28 aprile 2024, ore 14:00 | Predators Steyr | 20 – 14 (0-0 6-0 14-7 0-7) referto | Goldwörth Raccoons | LAC Steyr |

| Sarling 28 aprile 2024, ore 14:00 | Mostviertel Bastards | 24 – 0 (14-0 3-0 0-0 7-0) referto | Tirol Raiders 2 | Danube-Field |

| Baumgarten 28 aprile 2024, ore 15:00 | Pannonia Eagles | 14 – 10 (0-7 0-3 7-0 7-0) referto | Black Valley Wild | Franz Kovacsich Platz |

| Stockerau 28 aprile 2024, ore 15:30 | AFC Grizzlies | 60 – 0 (19-0 27-0 7-0 7-0) referto | Styrian Hurricanes | Stadion Alte Au |

#### 4ª giornata
| Steyr 4 maggio 2024, ore 14:00 | Predators Steyr | 0 – 44 (0-20 0-7 0-8 0-9) referto | AFC Grizzlies | LAC Steyr (250 spett.) |

| Voitsberg 4 maggio 2024, ore 15:00 | Styrian Hurricanes | 0 – 42 (0-14 0-21 0-0 0-7) referto | Pannonia Eagles | Sparkassen Arena Voitsberg |

| Gloggnitz 4 maggio 2024, ore 16:00 | Black Valley Wild | 17 – 3 (14-0 0-0 3-3 0-0) referto | Tirol Raiders 2 | ASK Payerbach-Schlöglmühl |

| Sarling 5 maggio 2024, ore 14:00 | Mostviertel Bastards | 7 – 42 (7-7 0-7 0-28 0-0) referto | Goldwörth Raccoons | Danube-Field |

#### 5ª giornata
| Steyr 18 maggio 2024, ore 14:00 | Predators Steyr | 6 – 7 (0-0 0-0 0-7 6-0) referto | Mostviertel Bastards | LAC Steyr |

| Innsbruck 18 maggio 2024, ore 15:00 | Tirol Raiders 2 | 7 – 0 (0-0 0-0 0-0 7-0) referto | Pannonia Eagles | Football Bundes Leistungs Zentrum |

| Goldwörth 18 maggio 2024, ore 15:30 | Goldwörth Raccoons | 48 – 7 referto | Styrian Hurricanes | Fußballplatz SV Goldwörth |

| Stockerau 19 maggio 2024, ore 18:30 | AFC Grizzlies | 3 – 19 (0-0 0-5 3-0 0-14) referto | Black Valley Wild | Stadion Alte Au |

#### 6ª giornata
| Voitsberg 25 maggio 2024, ore 15:00 | Styrian Hurricanes | 6 – 35 | Mostviertel Bastards | Sparkassen Arena Voitsberg |

| Stockerau 25 maggio 2024, ore 16:00 | AFC Grizzlies | 20 – 7 (7-0 3-0 7-0 3-7) referto | Pannonia Eagles | Stadion Alte Au |

| Goldwörth 25 maggio 2024, ore 16:00 | Goldwörth Raccoons | 15 – 10 (0-3 0-0 7-7 8-0) referto | Tirol Raiders 2 | Fußballplatz SV Goldwörth |

| Gloggnitz 26 maggio 2024, ore 14:00 | Black Valley Wild | 10 – 7 (0-7 0-0 7-0 3-0) referto | Predators Steyr | ASK Payerbach-Schlöglmühl |

#### 7ª giornata
| Gloggnitz 8 giugno 2024, ore 16:00 | Black Valley Wild | 34 – 14 (14-0 3-7 10-0 7-7) referto | Goldwörth Raccoons | ASK Payerbach-Schlöglmühl |

| Innsbruck 9 giugno 2024, ore 15:00 | Tirol Raiders 2 | 12 – 17 (0-0 0-7 0-0 12-10) referto | AFC Grizzlies | Football Bundes Leistungs Zentrum |

| Voitsberg 9 giugno 2024, ore 15:00 | Styrian Hurricanes | 6 – 41 referto | Predators Steyr | Sparkassen Arena Voitsberg |

#### Recuperi 1
| Baumgarten 23 giugno 2024, ore 15:00 | Pannonia Eagles | 23 – 3 (3-3 7-0 13-0 0-0) referto | Mostviertel Bastards | Franz Kovacsich Platz |

#### 8ª giornata
| Steyr 29 giugno 2024, ore 14:00 | Predators Steyr | – | Tirol Raiders 2 | LAC Steyr |

| 29 giugno 2024, ore 15:00 | Pannonia Eagles | – | AFC Grizzlies |  |

| Goldwörth 29 giugno 2024, ore 15:30 | Goldwörth Raccoons | – | Black Valley Wild | Fußballplatz SV Goldwörth |

| Sarling 30 giugno 2024, ore 14:00 | Mostviertel Bastards | – | Styrian Hurricanes | Danube-Field |

### Classifiche
Le classifiche della regular season sono le seguenti:
- PCT = percentuale di vittorie, G = partite giocate, V = partite vinte,  P = partite perse, PF = punti fatti, PS = punti subiti

| Pos. | Squadra              | PCT  | G | V | N | P | PF  | PS  |
| ---- | -------------------- | ---- | - | - | - | - | --- | --- |
| 1    | Black Valley Wild    | .857 | 7 | 6 | 0 | 1 | 162 | 64  |
| 2    | AFC Grizzlies        | .857 | 7 | 6 | 0 | 1 | 201 | 52  |
| 3    | Pannonia Eagles      | .714 | 7 | 5 | 0 | 2 | 105 | 45  |
| 4    | Goldwörth Raccoons   | .429 | 7 | 3 | 0 | 4 | 146 | 129 |
| 5    | Mostviertel Bastards | .429 | 7 | 3 | 0 | 4 | 106 | 125 |
| 6    | Tirol Raiders 2      | .429 | 7 | 3 | 0 | 4 | 94  | 79  |
| 7    | Predators Steyr      | .286 | 7 | 2 | 0 | 5 | 80  | 114 |
| 8    | Styrian Hurricanes   | .000 | 7 | 0 | 0 | 7 | 19  | 304 |

## Playoff

### Tabellone
|  | Semifinali | Semifinali | Semifinali |  |  | XX Challenge Bowl | XX Challenge Bowl | XX Challenge Bowl |  |
|  |            |            |            |  |  |                   |                   |                   |  |
|  | 1          | TBD        |            |  |  |                   |                   |                   |  |
|  | 1          | TBD        |            |  |  |                   |                   |                   |  |
|  | 4          | TBD        |            |  |  |                   |                   |                   |  |
|  | 4          | TBD        | TBD        |  |  |                   |                   |                   |  |
|  |            |            |            |  |  |                   |                   |                   |  |
|  |            |            | TBD        |  |  |                   |                   |                   |  |
|  | 2          | TBD        |            |  |  |                   |                   |                   |  |
|  | 2          | TBD        |            |  |  |                   |                   |                   |  |
|  | 3          | TBD        |            |  |  |                   |                   |                   |  |

### Semifinali
| 2024 | TBD | – | TBD |  |

| 2024 | TBD | – | TBD |  |

### XX Challenge Bowl
| 2024 | TBD | – | TBD |  |

## Verdetti
- TBD Vincitori dell'AFL Division III 2024